# Nijmegen Eendracht Combinatie 2018-2019
Questa voce raccoglie le informazioni riguardanti il Nijmegen Eendracht Combinatie nelle competizioni ufficiali della stagione 2018-2019.

## Rosa
Aggiornata al 28 gennaio 2019.
| N. |                        | Ruolo | Calciatore                 |
| -- | ---------------------- | ----- | -------------------------- |
| 1  | Croazia (bandiera)     | P     | Oliver Zelenika            |
| 2  | Germania (bandiera)    | D     | Guus Joppen                |
| 3  | Paesi Bassi (bandiera) | D     | Rens van Eijden (capitano) |
| 4  | Rep. Ceca (bandiera)   | D     | Josef Kvida                |
| 6  | Paesi Bassi (bandiera) | C     | Tom Overtoom               |
| 7  | Paesi Bassi (bandiera) | C     | Jordy Bruijn               |
| 8  | Paesi Bassi (bandiera) | C     | Joey van den Berg          |
| 9  | Paesi Bassi (bandiera) | A     | Ferdy Druijf               |
| 10 | Paesi Bassi (bandiera) | C     | Anass Achahbar             |
| 11 | Paesi Bassi (bandiera) | C     | Randy Wolters              |
| 12 | Paesi Bassi (bandiera) | C     | Mart Dijkstra              |
| 15 | Paesi Bassi (bandiera) | D     | Niek Hoogveld              |
| 17 | Paesi Bassi (bandiera) | A     | Ole Romeny                 |

| N. |                          | Ruolo | Calciatore               |
| -- | ------------------------ | ----- | ------------------------ |
| 20 | Belgio (bandiera)        | C     | Paolo Sabak              |
| 21 | Belgio (bandiera)        | D     | Leroy Labylle            |
| 22 | Paesi Bassi (bandiera)   | P     | Norbert Alblas           |
| 23 | Paesi Bassi (bandiera)   | P     | Marco van Duin           |
| 24 | Paesi Bassi (bandiera)   | C     | Lance Duijvestijn        |
| 28 | Paesi Bassi (bandiera)   | D     | Bart van Rooij           |
| 29 | Nuova Zelanda (bandiera) | C     | Michael den Heijer       |
| 30 | Paesi Bassi (bandiera)   | D     | Frank Sturing            |
| 31 | Paesi Bassi (bandiera)   | P     | Mattjs Branderhorst      |
| 34 | Paesi Bassi (bandiera)   | C     | Terry Lartey Sanniez     |
| 44 | Belgio (bandiera)        | D     | Mathias Bossaerts        |
| 71 | Belgio (bandiera)        | A     | Mike Trésor Ndayishimiye |
| 77 | Germania (bandiera)      | C     | Jonathan Okita           |